# Departamento de Apurímac
Apurímac es un departamento de la República del Perú situado en el sur del país, en la región andina. Limita por el noreste con Cusco, por el sur con Arequipa y por el oeste con Ayacucho.  Con 20 896 km², es el quinto departamento menos extenso, por delante de Tacna, Moquegua, Lambayeque y Tumbes. Se fundó el 28 de abril de 1873.
Geológicamente, está situado en la vertiente oriental de la cordillera de los Andes. Su territorio es uno de los más escarpados del país. Es surcado de sur a norte por varios ríos a través de profundos cañones hasta su unión con el río Apurímac en una de las mayores depresiones de la región.
El territorio apurimeño fue ocupado por los chancas y los incas hasta la ocupación española. Está dividido administrativamente en siete provincias. Tiene una población de 433 952 habitantes, la mayoría quechuahablantes que viven en el área rural. La economía se basa principalmente en la agricultura, los servicios y una creciente actividad minera.

## Etimología
El nombre del departamento proviene del río Apurímac que demarca sus límites por el norte y el oeste. En quechua Apu Rimaq significa «el dios que habla» u «oráculo mayor».

## Historia

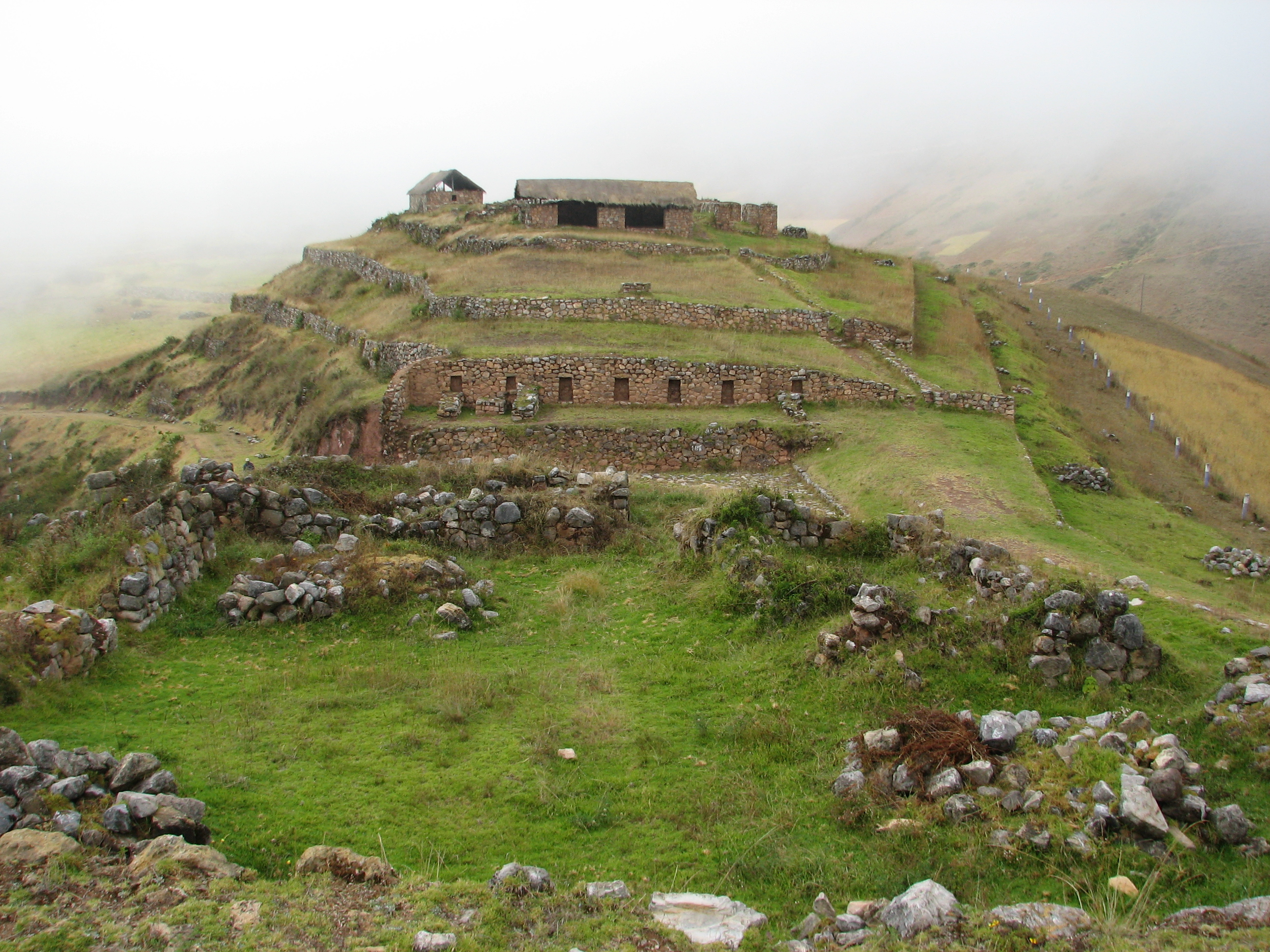
Sóndor

La legendaria cultura chanca se desarrolló en este territorio llegando a extenderse a Ayacucho, especialmente en la actual provincia de Andahuaylas. Notables guerreros a la par que agricultores, se enfrascaron en una cruenta lucha contra los incas, a quienes casi vencieron; hasta que el ejército de Pachacútec, en cruenta batalla, decidida por muy pequeña diferencia logro hacerlos retroceder, fue increíble la resistencia y fuerza del ejército Chanca que pese a haber atravesado casi todo el territorio Apurimeño y llegado a las puertas del Cuzco, su sola presencia hizo que el Inca y su heredero legal huyesen dejando abandonada su capital Cuzco, tuvo que ser un paria que no tenía mucho que perder, el que se animó a defenderla, y tanto se celebró el hecho de hacer retroceder al ejército Chanca, que costó la vida del sucesor legal del Inca, y esa propaganda dio inicio a la leyenda del más grande Inca que existió: Pachacútec. De no ser por el arrojo de este desconocido Titu Cusi Yupanqui, y el apoyo decidido de MAMA ANAHUARQUE, esposa del hasta ese entonces desconocido Titu Cusi Yupanqui, a la sazón, luego transformado por tan formidable hazaña (en esa época el ejército chanca, era el más respectado en todo el sur peruano) en Pachacutek, es posible que ahora se estuviese hablando del Imperio Chanka, en vez del imperio Inka. Apurímac fue uno de los pocos lugares donde se perfeccionó la agricultura, luego de que sus habitantes impusieran una efectiva forma racional de explotación sobre la tierra, abono natural, rotación de cultivos, y trueque de productos.
La minería desde tiempos pre incas tuvo un importante sitio pues desde esas épocas, antes de los incas ya se conocía de los ingentes recursos mineros con que cuenta la región, a la fecha cuenta con un auge minero que le da el performance, de la región de mayor producción minera en el futuro próximo, lastimosamente por las deplorables condiciones negociadas por el estado es posible que su explotación no beneficie como debiera al pueblo apurimeño.  Se caracterizó por abastecer a otras intendencias de productos de pan llevar y derivados de la caña de azúcar, incluso hasta las minas de Potosí.  En la primera organización política del Virreinato del Perú, casi todo Apurímac perteneció a la jurisdicción de Huamanga.  Posteriormente, este departamento perteneció a la jurisdicción del Cuzco.  Durante la lucha por la emancipación, se distinguió un cusqueño Mateo Pumacahua que lideró un movimiento rebelde hasta Andahuaylas.  No menos distinción tuvo Micaela Bastidas, nacida en el distrito de Tamburco, quien luchó junto a su esposo José Gabriel Condorcanqui, Túpac Amaru II, natural de Canas, Cuzco. 
El 28 de abril de 1873, se creó el departamento de Apurímac con Abancay como capital. El departamento se conformó de las provincias de Andahuaylas, Abancay, Aymares, Antabamba y Cotabambas.
El expresidente David Samanez Ocampo y Sobrino nació en este departamento en 1866 cuando aún era parte del Departamento del Cuzco.  En general la influencia de Apurimac, en la región del Cuzco, ha sido cada vez mayor, basta con saber que la mayoría de los presidentes regionales tuvieron por uno u otro ancestro un Apurimeño, y la población Apurimeña a la fecha ejercen en las entidades político administrativas de la región vecina del Cuzco, una gran influencia, esta influencia se extiende en el tiempo y espacio incluso a la capital del País, Lima, nótese que una de las avenidas más importantes de la capital llega el nombre precisamente de la ciudad capital apurimeña, ABANCAY.  El apurimeño más ilustre es sin duda el escritor y antropólogo José María Argüedas, quien volcó en sus obras los dos mundos en que vivió desde su solitaria infancia: el andino y el occidental, parte de ella trascurrida en Abancay, La famosa compositora de música criolla Chabuca Granda nació en el distrito de Progreso, específicamente en las minas de Cochasayhuas donde trabajaba su padre, durante su vida, mostró gran agradecimiento por su lugar de nacimiento. Fue una digna apurimeña, que incluso influyó decididamente en las formas y costumbres de su época en la capital del Perú, Lima,  y en sus comentarios deja maravillosos datos de la realidad de la minería en la época reciente antes de su nacimiento y durante su vida.

## Geografía

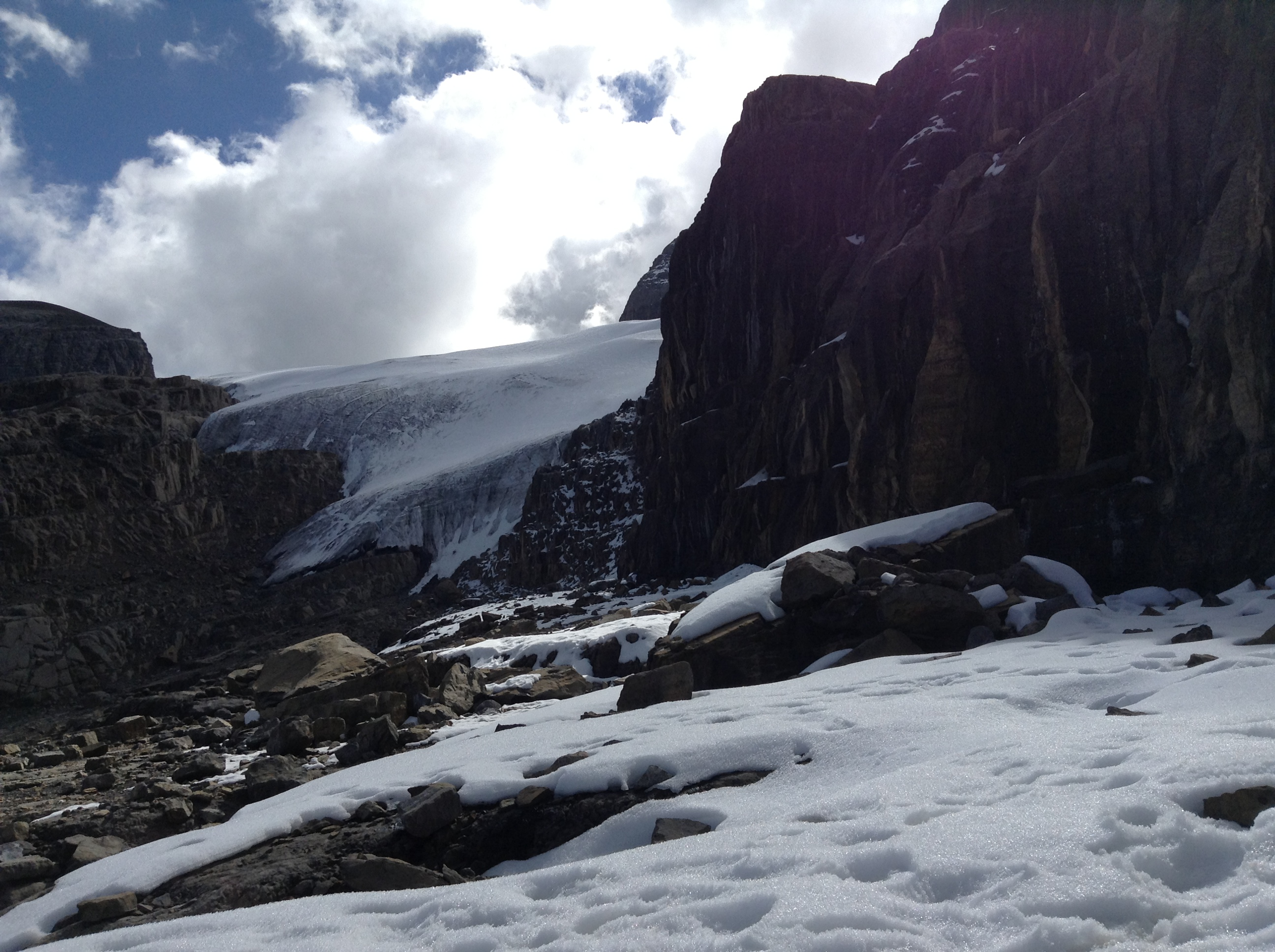
Nevado de Ampay

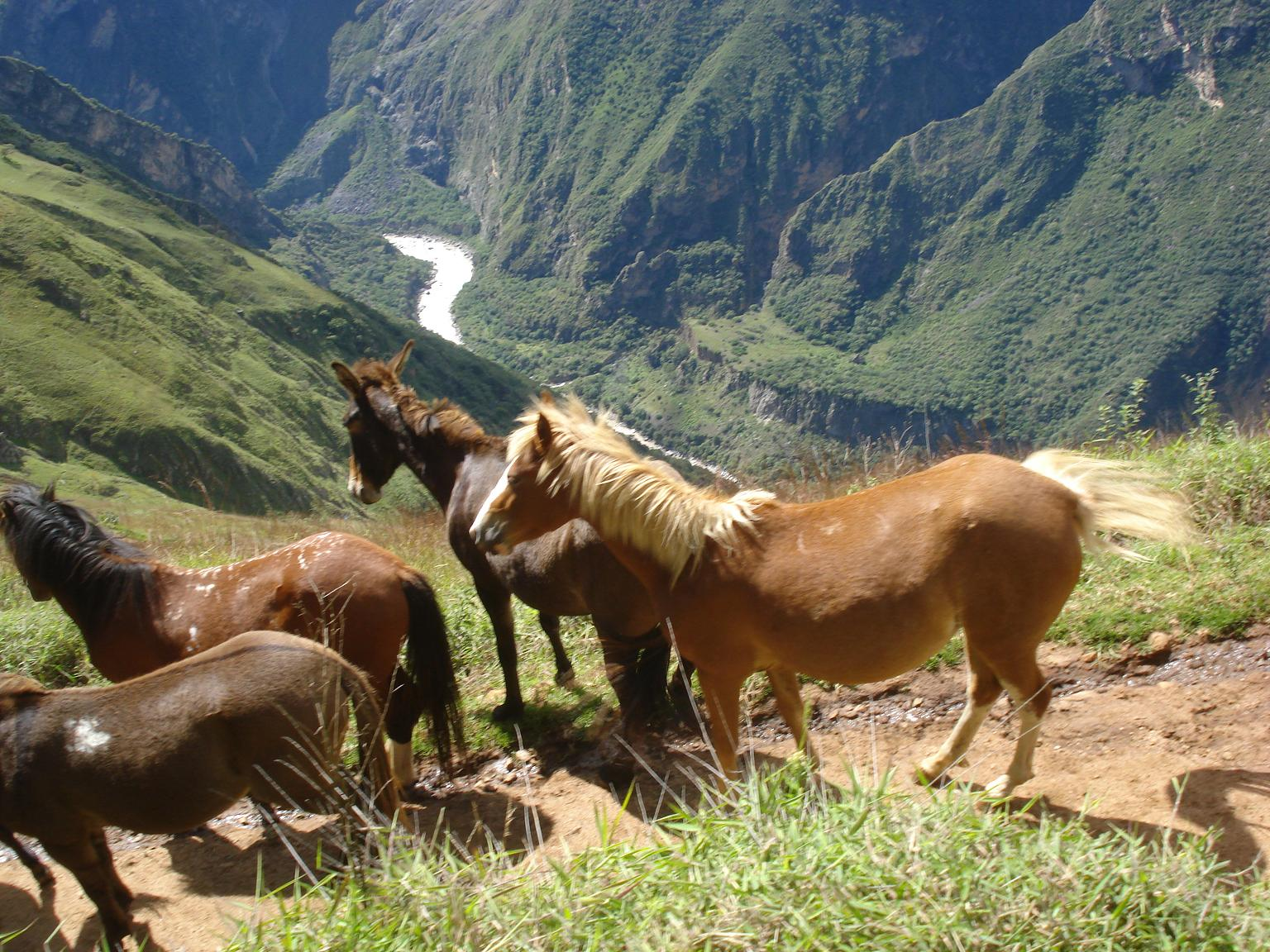
Río Apurímac

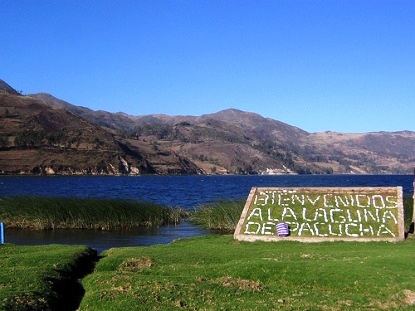
Laguna de Pacucha

Apurímac está situado en el sector sureste de los Andes centrales. Limita por el norte con los departamentos de Ayacucho y de Cuzco; por el sur con Arequipa; por el este con el departamento de Cuzco; por el oeste con el departamento de Ayacucho. La altitud promedio de la región es de 2 900 m s. n. m.
Sus coordenadas son 13º 10' de latitud sur y entre los meridianos 73° 45' 20 y 73° 50' 44,5 de longitud oeste.

### Clima
Mayormente su clima es templado con una temperatura promedio de 17 °C en los valles. Puede llegar a nevar a partir de los 4200 m s. n. m.

### Accidentes geográficos
- Ríos: Apurímac, Santo Tomás, Chumbao, Pachachaca y Pampas
- Lagunas: Lliullita en Chuquibambilla, Pacucha en Andahuaylas, Uspaccocha y Ankascocha en Abancay, Choyocca (Aymaraes)
- Abras: Piste (a 4.800  m s. n. m.) en Aymaraes y Antabamba; Tunapita (a 4350 m s. n. m.) en Aymaraes; Tablacruz (a 4.340 m s. n. m.) en Abancay.
- Pongos: Apurímac (a 1.500 m s. n. m.) en Abancay y La Convención.
- Nevados: Chancohuana Chico (5.331 m s. n. m.) y Tetón (5.300 m s. n. m.).

### Ubicación
| Noroeste: Departamento de Ayacucho | Norte: Departamento de Cusco  | Nordeste: Departamento de Cusco |
| Oeste: Departamento de Ayacucho    |                               | Este: Departamento de Cusco     |
| Suroeste: Departamento de Ayacucho | Sur: Departamento de Arequipa | Sureste: Departamento de Cusco  |

## División administrativa

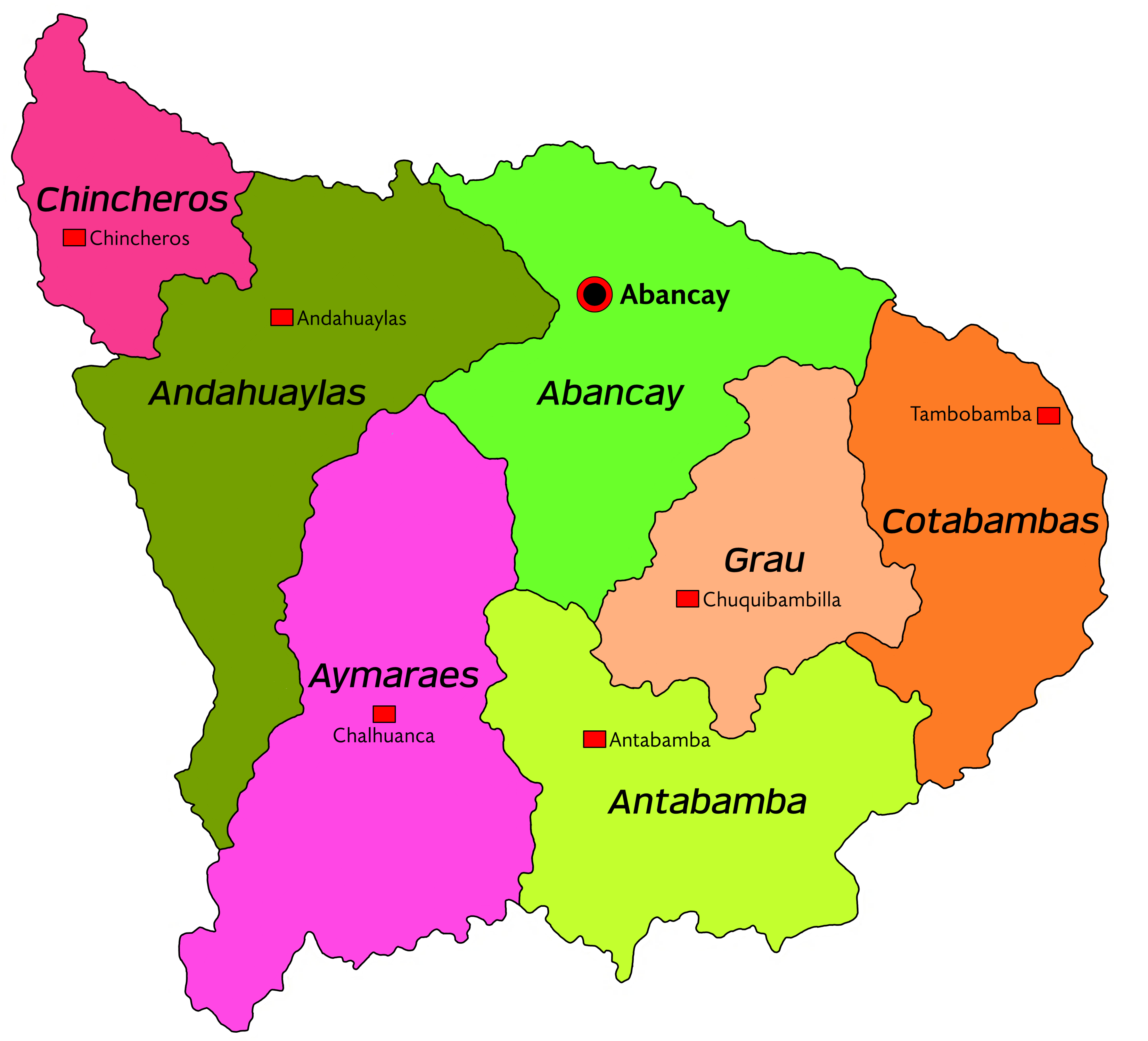
División política de Apurímac.

El departamento de Apurímac está conformado por siete provincias y 85 distritos.
| Provincias del departamento de Apurímac | Provincias del departamento de Apurímac | Provincias del departamento de Apurímac | Provincias del departamento de Apurímac | Provincias del departamento de Apurímac | Provincias del departamento de Apurímac | Provincias del departamento de Apurímac |
| Ubigeo                                  | Provincia                               | Capital                                 | Distritos                               | Superficie km²                          | Población 2017                          | Altitud media m s. n. m.                |
| --------------------------------------- | --------------------------------------- | --------------------------------------- | --------------------------------------- | --------------------------------------- | --------------------------------------- | --------------------------------------- |
| 0301                                    | Abancay                                 | Abancay                                 | 9                                       | 3 447.13                                | 110 520                                 | 2 392                                   |
| 0302                                    | Andahuaylas                             | Andahuaylas                             | 20                                      | 3 987.00                                | 142 477                                 | 2 901                                   |
| 0303                                    | Antabamba                               | Antabamba                               | 7                                       | 3 219.01                                | 11 310                                  | 3 640                                   |
| 0304                                    | Aymaraes                                | Chalhuanca                              | 17                                      | 4 213.07                                | 24 307                                  | 2 911                                   |
| 0305                                    | Cotabambas                              | Tambobamba                              | 6                                       | 2 612.73                                | 50 656                                  | 3 292                                   |
| 0306                                    | Chincheros                              | Chincheros                              | 12                                      | 1 242.31                                | 45 247                                  | 2 795                                   |
| 0307                                    | Grau                                    | Chuquibambilla                          | 14                                      | 2 174.52                                | 21 242                                  | 3 376                                   |

## Autoridades

### Regionales
Como todos los otros departamentos del Perú y la Provincia Constitucional del Callao, constituye una región de facto con un Gobierno Regional propio además de un distrito electoral que elige dos congresistas.
- 2019 - 2022[8]
  - Gobernador Regional: Baltazar Lantarón Núñez, del Movimiento Regional Llankasun Kuska.
  - Vicegobernador Regional: Henry Miguel León Moscoso, del Movimiento Regional Llankasun Kuska.
  - Consejeros:

  1. Abancay: 
    - Emerson Huashua Cahuana (Movimiento Regional Llankasun Kuska)
    - Guido Huamán Sarmiento (El Frente Amplio por Justicia, Vida y Libertad)

  2. Aymaraes: Lucio Simeón Mallma Cahuana (Alianza para el Progreso)
  3. Andahuaylas:
    - Laureano Aparco Cuevas (Movimiento Regional Llankasun Kuska)
    - Santos Huamán Guillén (Movimiento Popular Kallpa)

  4. Antabamba: Carlos Emilio Tume Avendaño (El Frente Amplio por Justicia, Vida y Libertad)
  5. Cotabambas: Faustino Ccoscco García (Alianza para el Progreso)
  6. Grau: Wilfredo Pareja Ayerve (Alianza para el Progreso)
  7. Chincheros:
    - Pascual Huamanñahui Alegría (Alianza para el Progreso)
    - Roos Mery Najarro Saavedra (Alianza para el Progreso)

### Congresales
- Lenin Checco, de [[]].
- Omar Merino, del [[]].

### Policiales
General PNP Víctor Raúl Rucoba Tello

### Religiosas
De la religión católica:
- Mons. Gilberto Gómez González (Obispo de Abancay).

## Población
En el año 2020, Apurímac cuenta con una población de 430 736 habitantes, de los cuales el 49,8% de sus  habitantes son hombres, mientras que el 50,2% son mujeres. La población de este departamento es mayormente rural. De acuerdo a los resultados del censo 2007, el 71% de la población apurimeña es quechuahablante, siendo este el departamento con mayor porcentaje de personas que hablan esta lengua.
| Gráfica de evolución demográfica de entre 1940 y 2017               |
|                                                                     |
| Población total (1940-2007) según los censos de población del INEI. |

## Economía
Según la INEI, Apurímac aportó el 0,5 por ciento al Valor Agregado Bruto (VAB) nacional en el 2011, siendo el penúltimo lugar a nivel departamental.
Las principales actividad económica al Valor Agregado Bruto del departamento en el 2011 son la agricultura, servicios gubernamentales, construcción y comercio. El 70.3 % de la PEA trabajan en la agricultura y el 11.8 % a servicios, este último genera un poco más de la mitad del PBI regional.
Las principales marcas regionales reconocidas en Apurímac son Tallarines de casa Leomi, Transportes Palomino, Diario Chaski y las
Mermeladas de la Universidad Tecnológica de los Andes.
En el futuro se espera que la región se produzca un boom minero por los proyectos cuprífero. Asimismo destaca por las potencialidades en turismo (vivencial y de aventura) y comercio, destacando por este último, Andahuaylas.

### Comercio
Andahuaylas es el principal centro de comercio de Apurímac. Allí se comercializan varios productos agrícolas destacando la papa. Asimismo uno de los problemas que enfrenta esta ciudad es el contrabando. Últimamente se ha desarrollado el comercio entre Andahuaylas y Abancay, ambas tiene una oferta de farmacias y tiendas de ropa.
Los principales socios comerciales de Apurímac son Estados Unidos con la exportación de productos mineros, menestras y artesanías; Canadá: plata y cobre; Brasil: plata y madera y Japón con el maíz gigante.
A nivel nacional Lima compra lana, fibra, granos y otros productos agrícolas y Ayacucho con la lana, fibra y granos.

### Agricultura

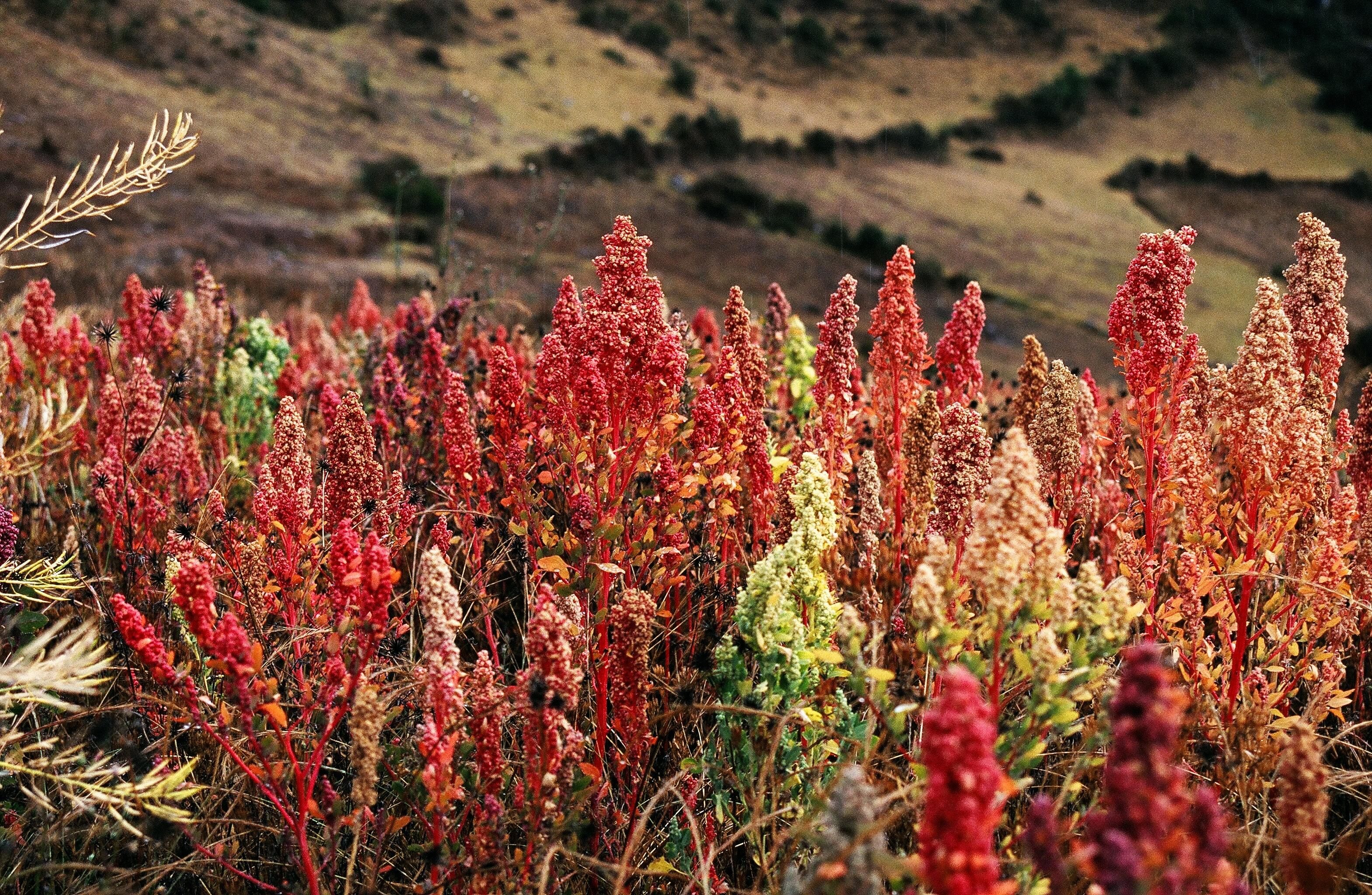
Quinua

Las actividades económicas más importantes de Apurímac es la crianza de ganado y la agricultura. En la agricultura se cultiva maíz amiláceo, mashua, papa y cebada. También se cultiva anís y aguaymanto o capulí (Physalis pubescens). Existen, no obstante, algunos cultivos de exportación, como la caña de azúcar y el café.
Apurímac produce 70 000 toneladas de papa al año y en menestras es la cuarta región que más produce en el Perú. Asimismo se está desarrollando la producción de palta Haas y kiwicha.
Casi la mitad de la Población Económicamente Activa (PEA) se dedica a la agricultura (49 %), a pesar de ser la principal fuente de empleo, esta actividad solo genera el 18 % del total del PBI regional. Los desafíos que enfrenta el sector agrícola es la falta de alta tecnología como deficiencias en la red de infraestructura vial que impide el traslado de los productos agrícolas.

### Manufactura
Se elaboran vinos espumantes de miel en Andahuaylas, y de aguardiente de caña en Abancay. La pequeña manufactura se desarrolla en las provincias altas.

### Energía y minería

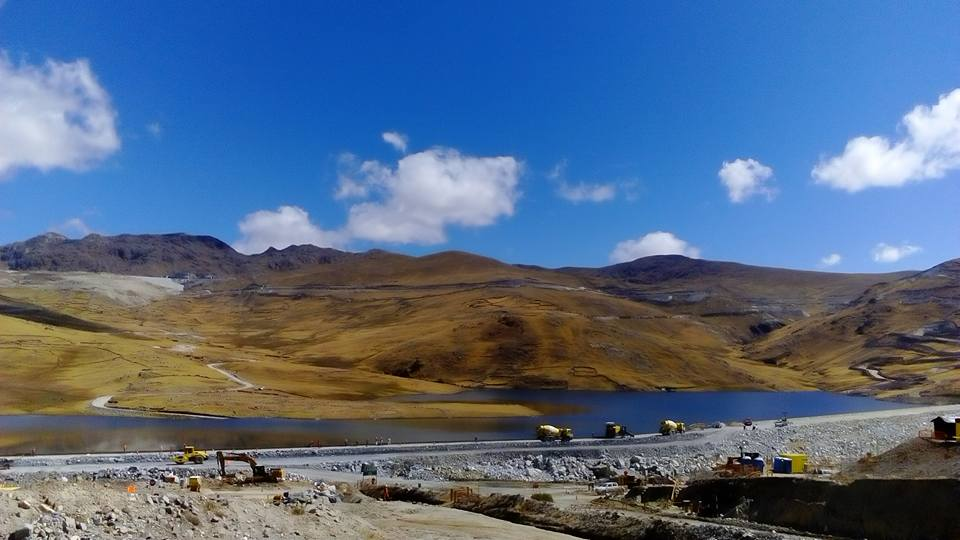
Mina Las Bambas

La minería en Apurímac representa el 9 % del PBI regional.
La explotación del cobre de Las Bambas y las de hierro de Andahuaylas y Aymaraes, es una esperanza para la economía local, muy deprimida. Cuenta con la central hidroeléctrica de Abancay, que emplea las aguas del río Pachachaca, así como la central hidroeléctrica de Pomacocha, con las aguas del río Pampas.
Destaca por el potencial minero en lo referente a cobre. En este departamento se están desarrollando varios proyectos mineros destacando Las Bambas, el cual estará operativo el año 2016. Las Bambas está ubicado en la Provincia de Cotabambas, allí se explotarán una serie de minerales, en las cuales la empresa extranjera MMG, de capitales chinos, espera invertir más de cinco mil millones de dólares en la explotación de este centro minero.
Las principales empresas dedicadas a la minería son Apurimac Ferrum (hierro), Panoro Apurímac y Southern Copper Corporation ambas dedicadas al cobre. En el sector energético destaca Electro Sur Este que distribuye y comercializa energía eléctrica.

### Servicios
Apurímac cuenta con servicios de hostelería, restaurantes y diversión. Abancay y Andahuaylas cuentan con hoteles con los servicios básicos; restaurantes de comida criolla y típica de la zona y bares.

## Salud
La esperanza de vida en Apurímac es de 70.6 años. La mortalidad infantil es de 27 por cada mil nacidos, superior a la media nacional. En desnutrición supera el doble la media nacional con 22.7% en menores de 5 años. Los partos institucionales es de 96.7%.
La Municipalidad de Andahuaylas identificó la toxicidad de los ríos Chumbao y Challhuahuacho por los residuos sólidos y químicos presentes en la agricultura.

## Educación
Según la Evaluación Censal de Estudiantes del Ministerio de Educación para el segunda grado de primaria, Apurímac ocupó en compresión lectora el puesto 22 de 26 regiones con un nivel satisfactorio de 31,1 y en matemática el puesto 20 de 26 regiones con un nivel satisfactorio de 20,8.
El 21% de la población es analfabeta.
El 32.2% de la población cuenta con educación secundaria. El gasto por alumno en educación básica es de S/. 3.406
El departamento es sede central de dos universidad estatales, la Universidad Nacional Micaela Bastidas de Apurímac y Universidad Nacional José María Arguedas, una universidad privada la Universidad Tecnológica de los Andes. Asimismo, dos filiales de la Universidad Alas Peruanas.
En lo referente a la educación superior no universitaria, Apurímac cuenta con 17 institutos de educación superior tecnológica y una escuela de formación artística.

## Lugares de interés
- Andahuaylas conocida como "La Pradera de los Celajes" es la ciudad más moderna y desarrollada, también es el principal eje económico y comercial de la región, posee el único aeropuerto el cual la conecta de manera directa a la capital de la República. Andahuaylas posee muchos atractivos turísticos tanto arquitectónicos como naturales los cuales faltan explotar y que todo viajero y visitante no debe dejar de conocer.

- La laguna de Pacucha y Hualalachi por su riquísima agua termal (ambos en Andahuaylas) son las predilectas de los turistas y lugareños. En las cavernas funerarias de Allhuanzo = Huaquirca (en Antabamba), se descubrieron, cráneos trepanados y momia preincas. Afamados son los baños medicinales en Qoñepuquio y Cconoc. Sóndor es un conjunto monumental desde el cual se divisa el nevado Ausangate. Cada año el Sóndor Raymi atrae a miles de visitantes con una escenificación histórica. En el cañón del río Apurímac se hace canotaje y está atrayendo a expertos del mundo en este deporte de aventura. Además se tiene el majestuoso nevado del Ampay, con un bosque de Intimpas, único en el Perú, considerado por el Instituto Nacional de Cultura como un santuario geográfico.

- El cañón del río Apurímac es el más profundo del mundo (sobrepasando al Colca y al de Cotahuasi en Arequipa). La belleza de los paisajes del río Pachachaca (puente sobre el mundo en quechua y muy mencionado por Arguedas en su "Ríos Profundos"), el Santuario Nacional de Ampay en cuyas faldas descansa Abancay, la capital de Apurímac; hacen del valle de los amancaes un lugar muy propicio para el descanso y solaz esparcimiento. Mención aparte está indicar que deben de visitar la del distrito de Circa a 1 hora de viaje de Abancay, destaca su bello paisaje siguiendo la ruta del río Circón, y de las antiguas haciendas de Yaca y Ocobamba así como las de Esperanza y Vilcabamba. La fiesta de Circa es el 8 de diciembre día de la Inmaculada Concepción patrona de este bello distrito.

- Abancay siempre ha sido y será un punto de descanso del viajero, que en la ruta al Cuzco encuentra en esta apacible y bella ciudad la amistad y cordialidad de sus habitantes. Apurímac tiene ciudades pintorescas, de casas blancas y techos de tejas rojas. Andahuaylas (‘pradera de los celajes’) tiene paisajes maravillosos y su feria dominical es muy apreciada.

- Uno de los principales focos de religiosidad popular de gran interés para los visitantes es el Santuario de Nuestra Señora de Cocharcas en la provincia de Chincheros, las peregrinaciones se realizan desde el siglo XVI acudiendo hasta hoy los romeros en las fiestas anuales; las celebraciones se inician a finales de agosto y duran hasta la quincena de septiembre.

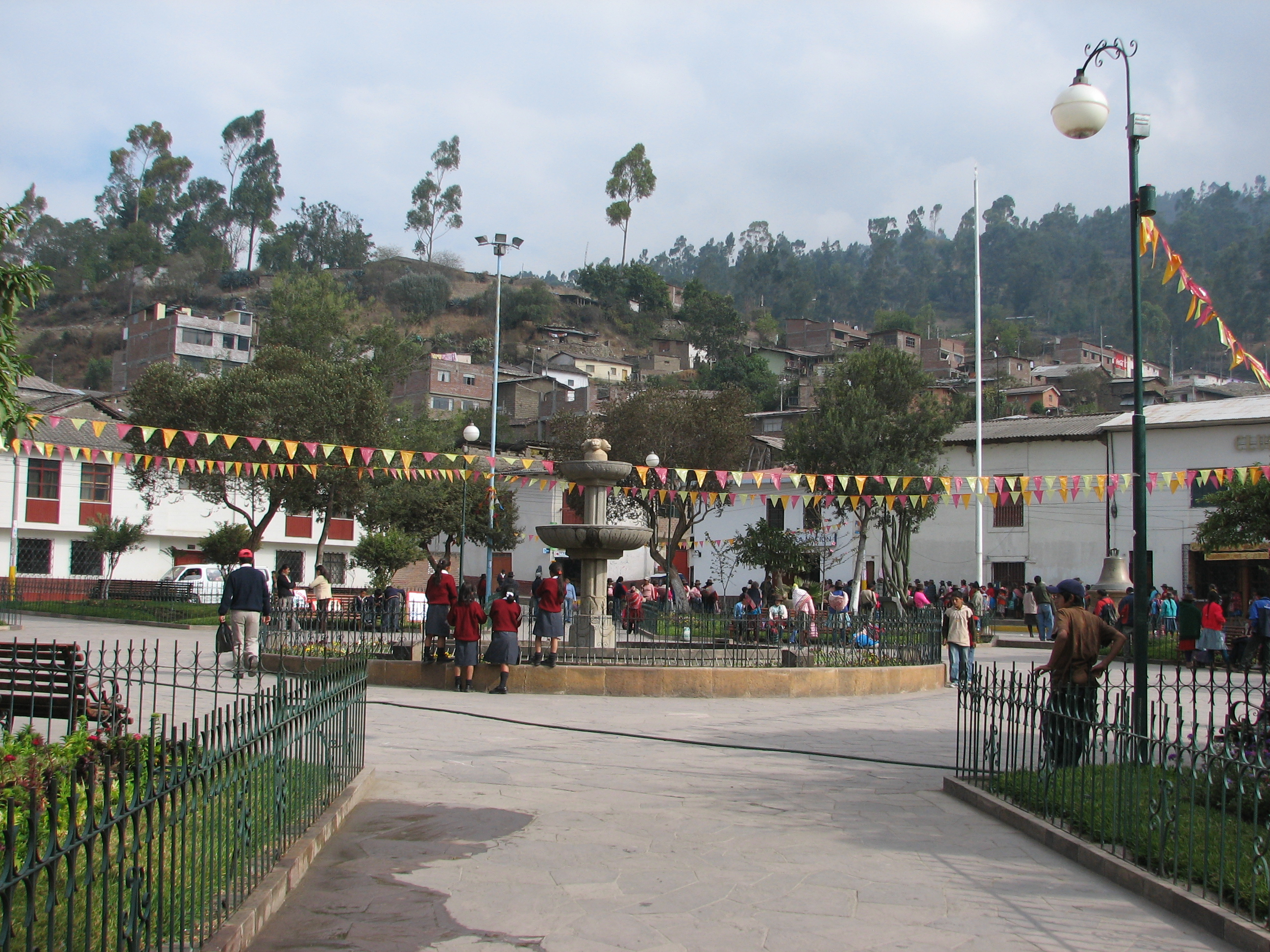
Andahuaylas
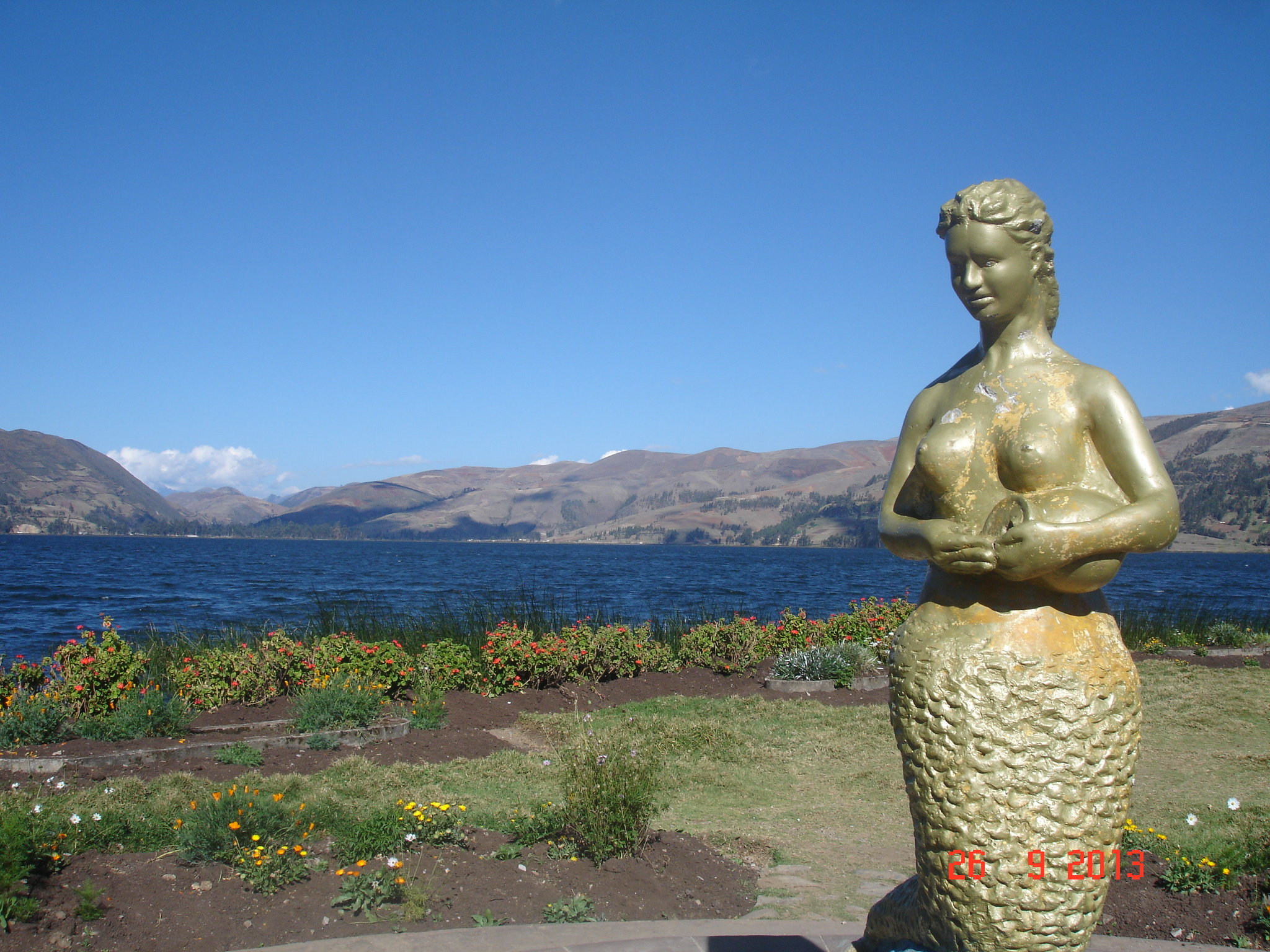
Laguna Pacucha
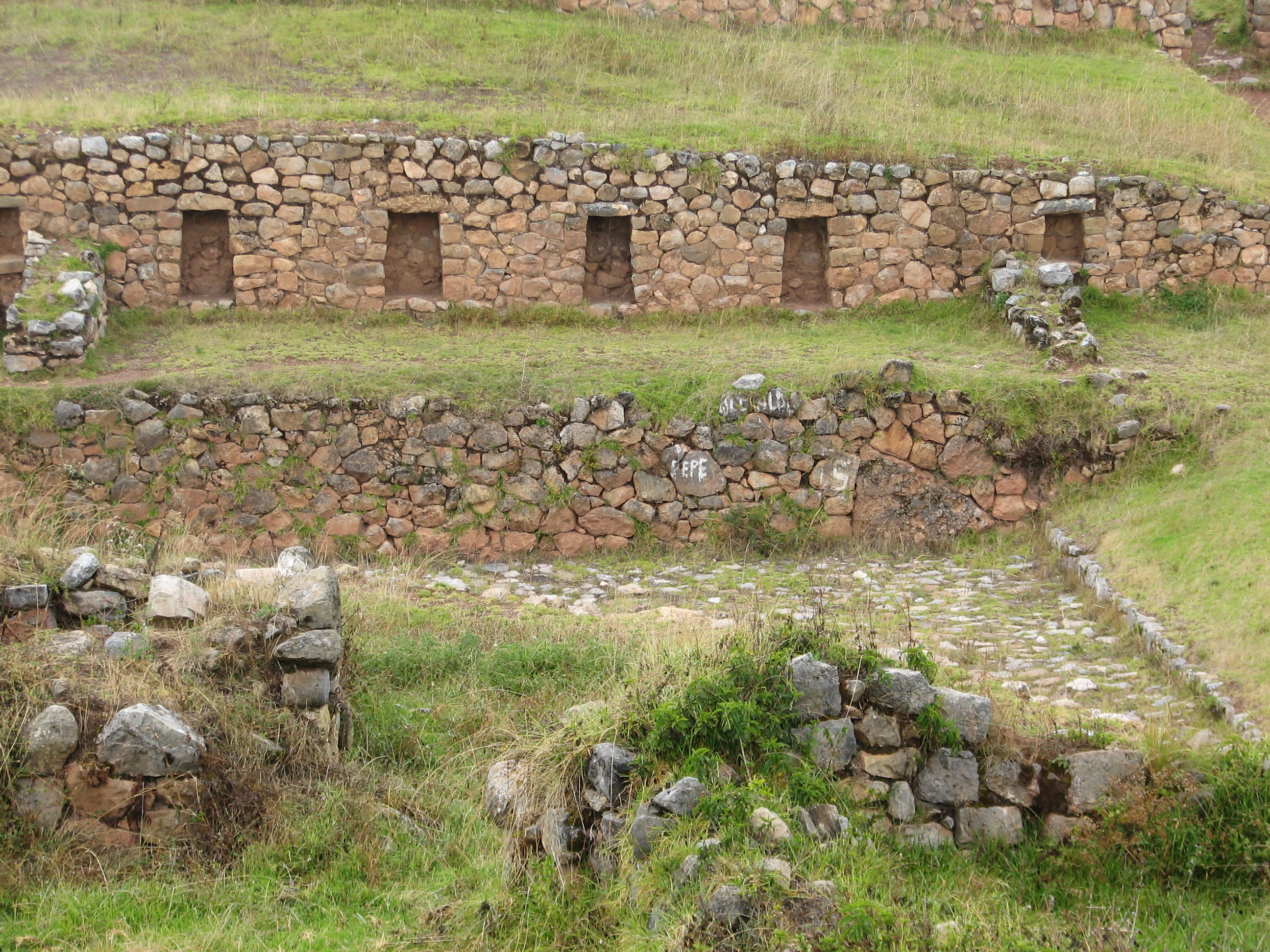
Sóndor (sitio arqueológico)
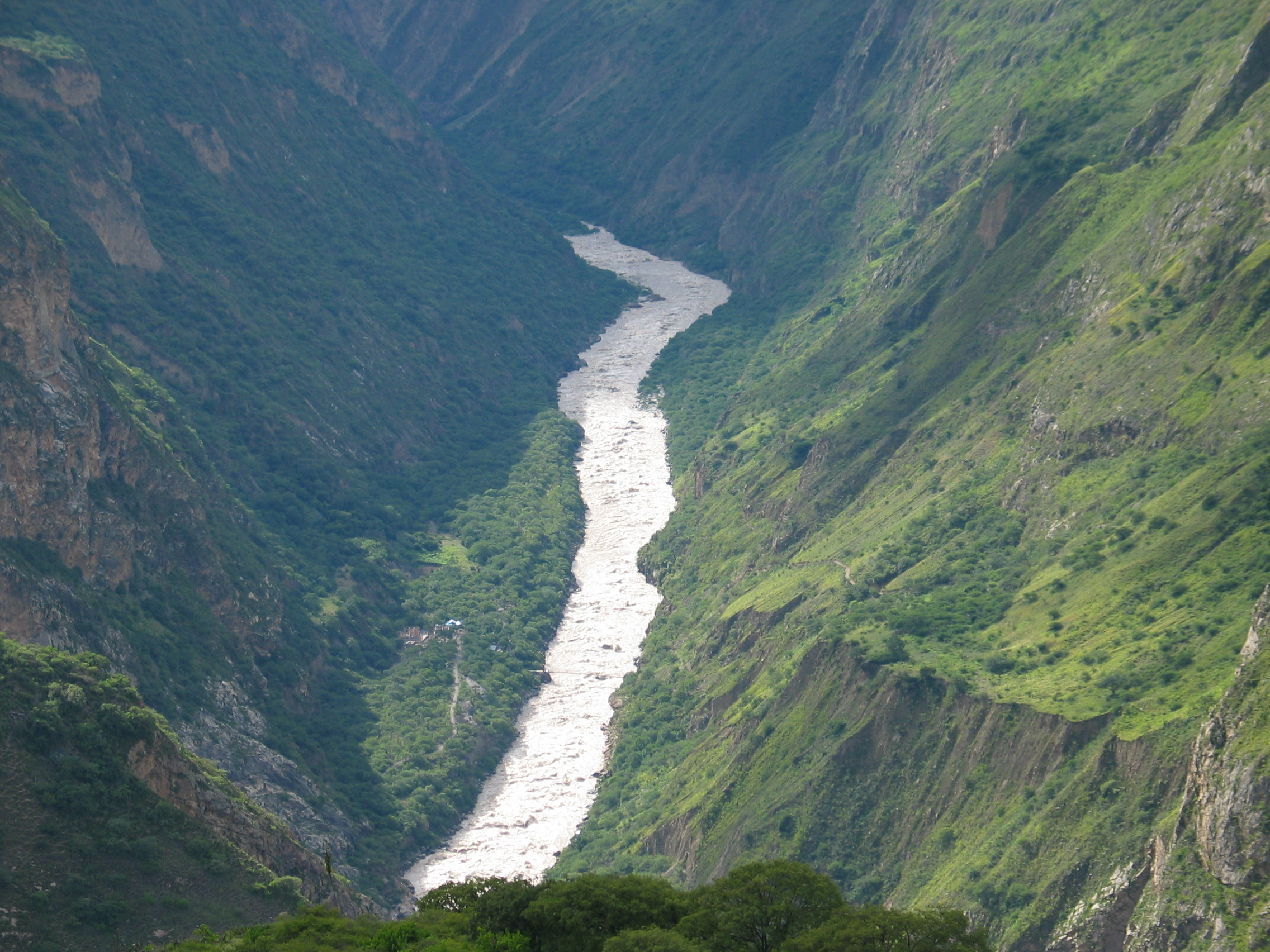
Río Apurímac
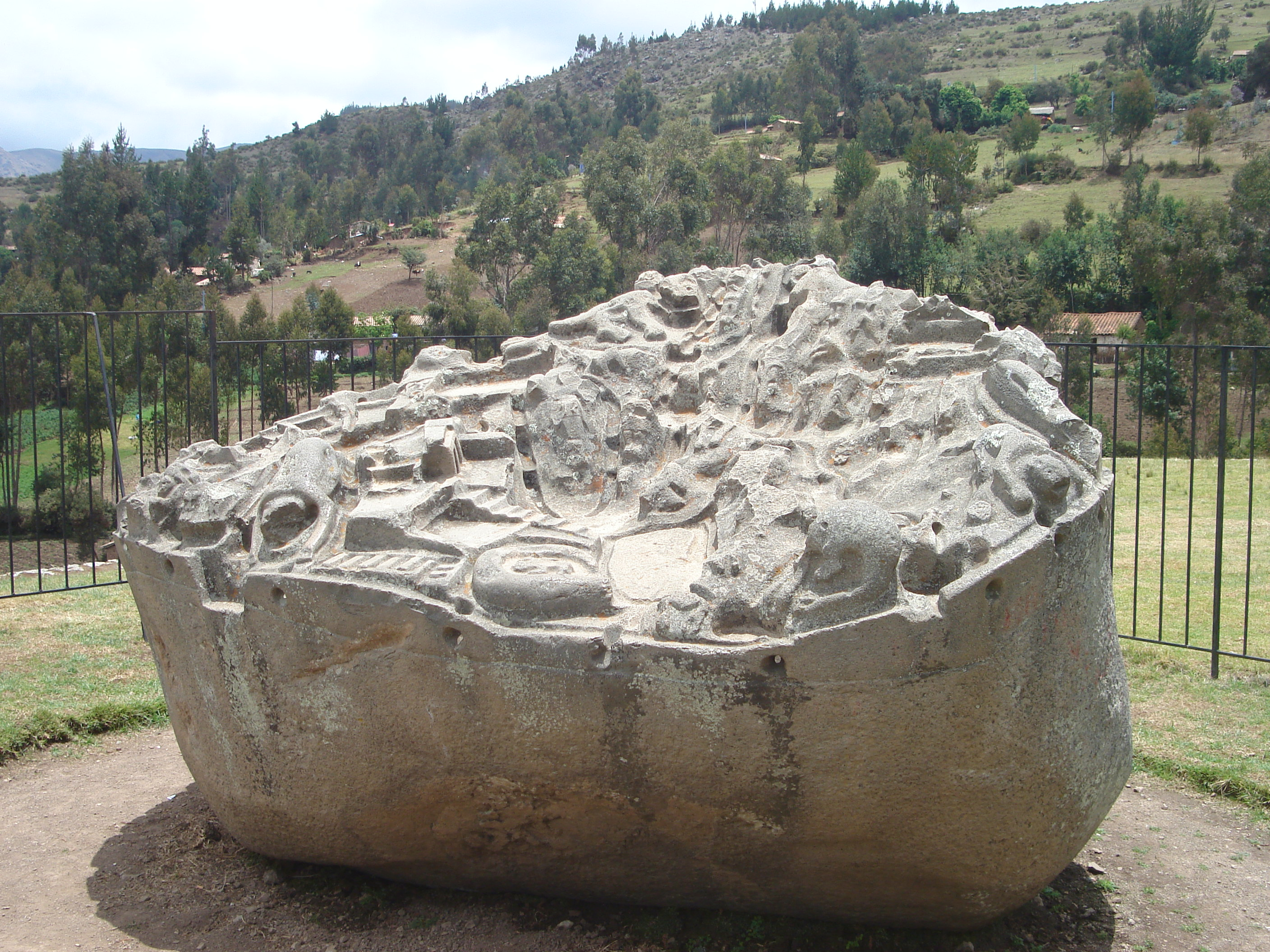
Sayhuite
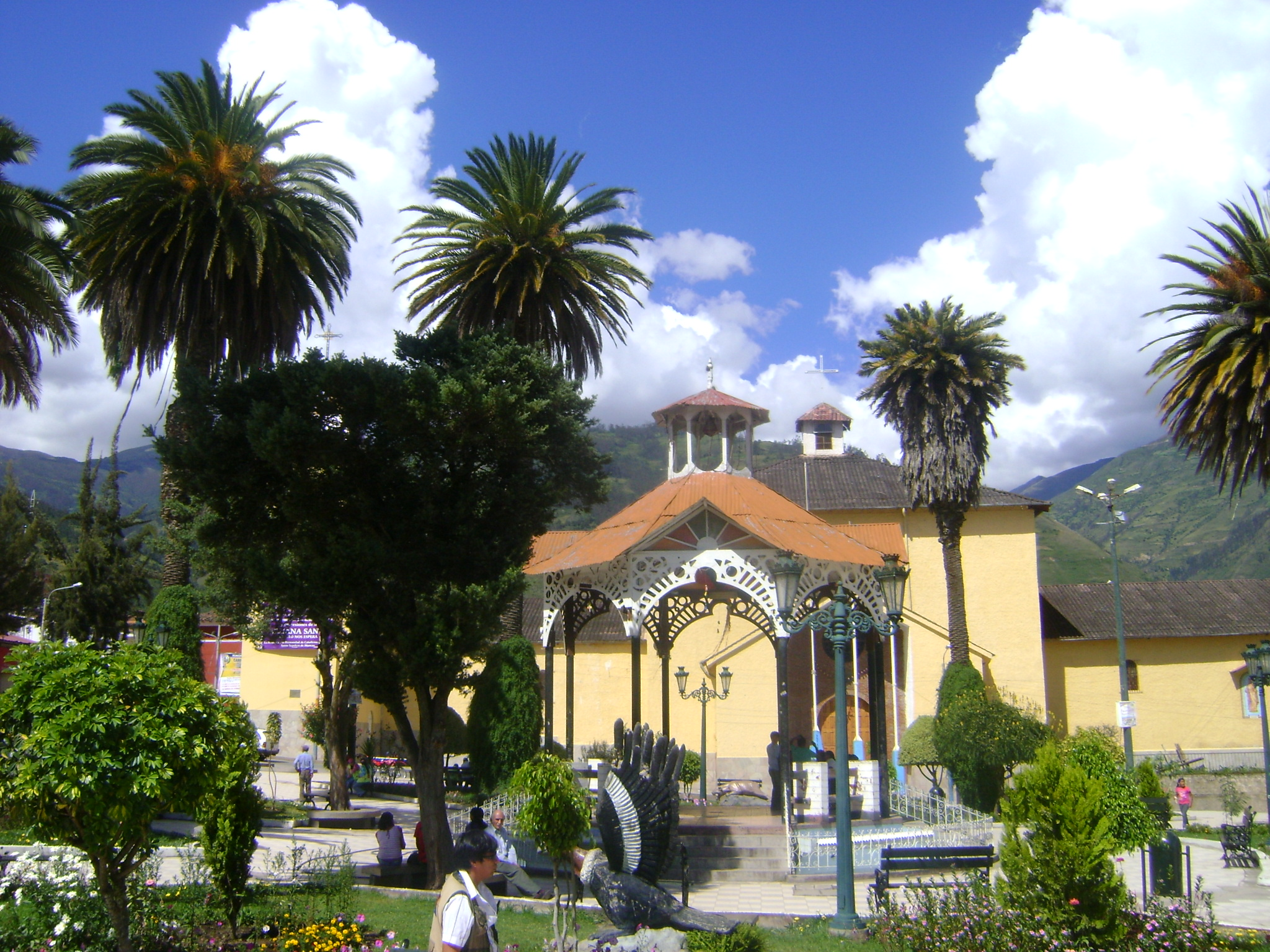
Abancay
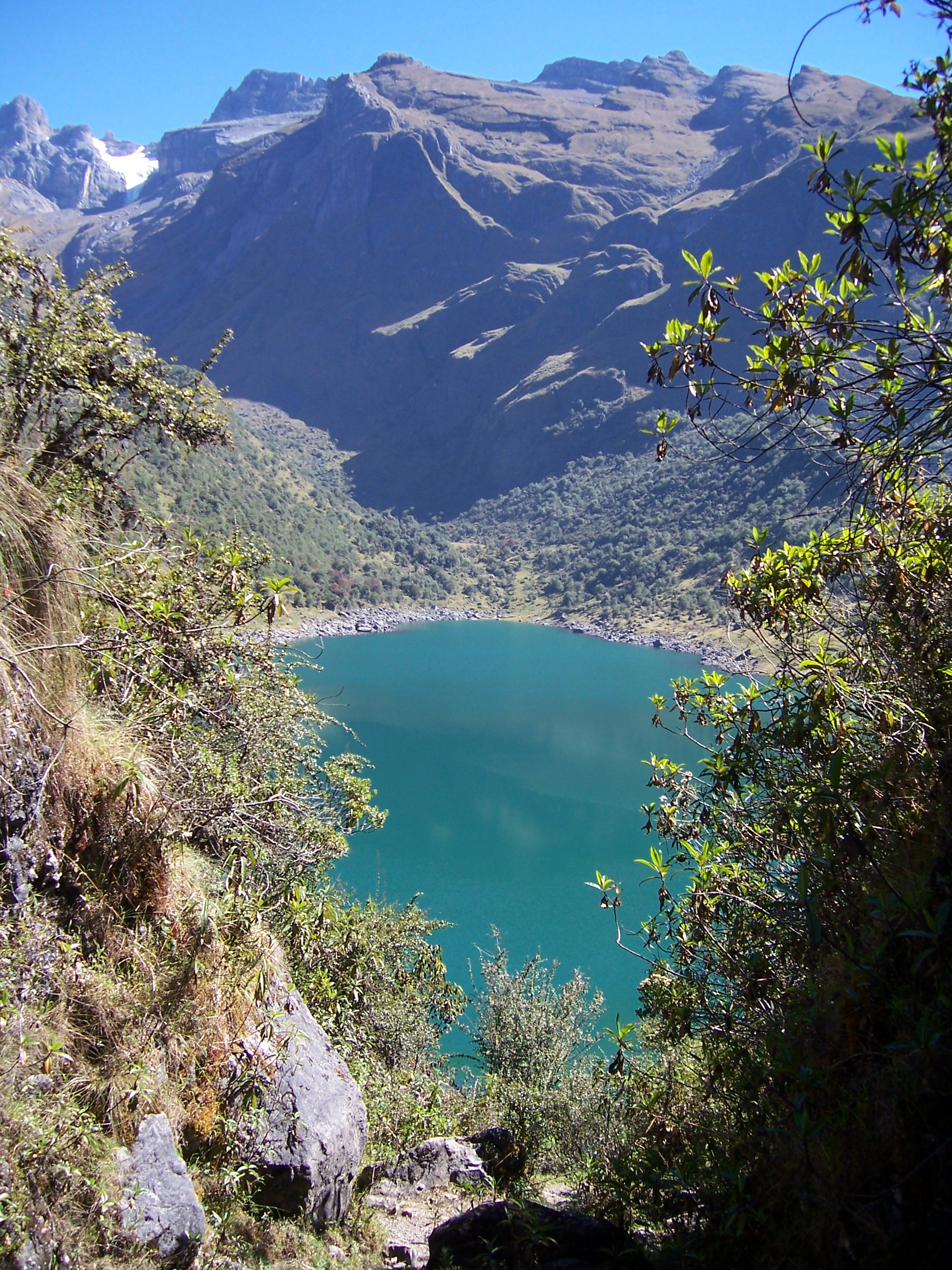
Santuario nacional de Ampay

## Transporte

### Transporte terrestre
Apurímac cuenta con una red vial de 1 157,1 kilómetros de vías nacional, 1 339,0 kilómetros vías departamental y 4 984,2 kilómetros de vías terrestre por la red vial nacional por Longitudinal de la Sierra Sur, Ruta nacional PE-30, Ruta nacional PE-3SF.
- Ruta 1: Lima - Pisco - Huaytara - Ayacucho - Andahuaylas - Abancay.
- Ruta 2: Lima - Pisco - Ica - Nazca - Puquio - Chalhuanca - Abancay.
- Ruta 3: Lima - La Oroya - Huancayo - Huancavelica - Huaytara – Ayacucho - Andahuaylas - Abancay.
- Ruta 4: Lima - La Oroya - Huancayo – Ayacucho - Andahuaylas - Abancay.

### Transporte aéreo

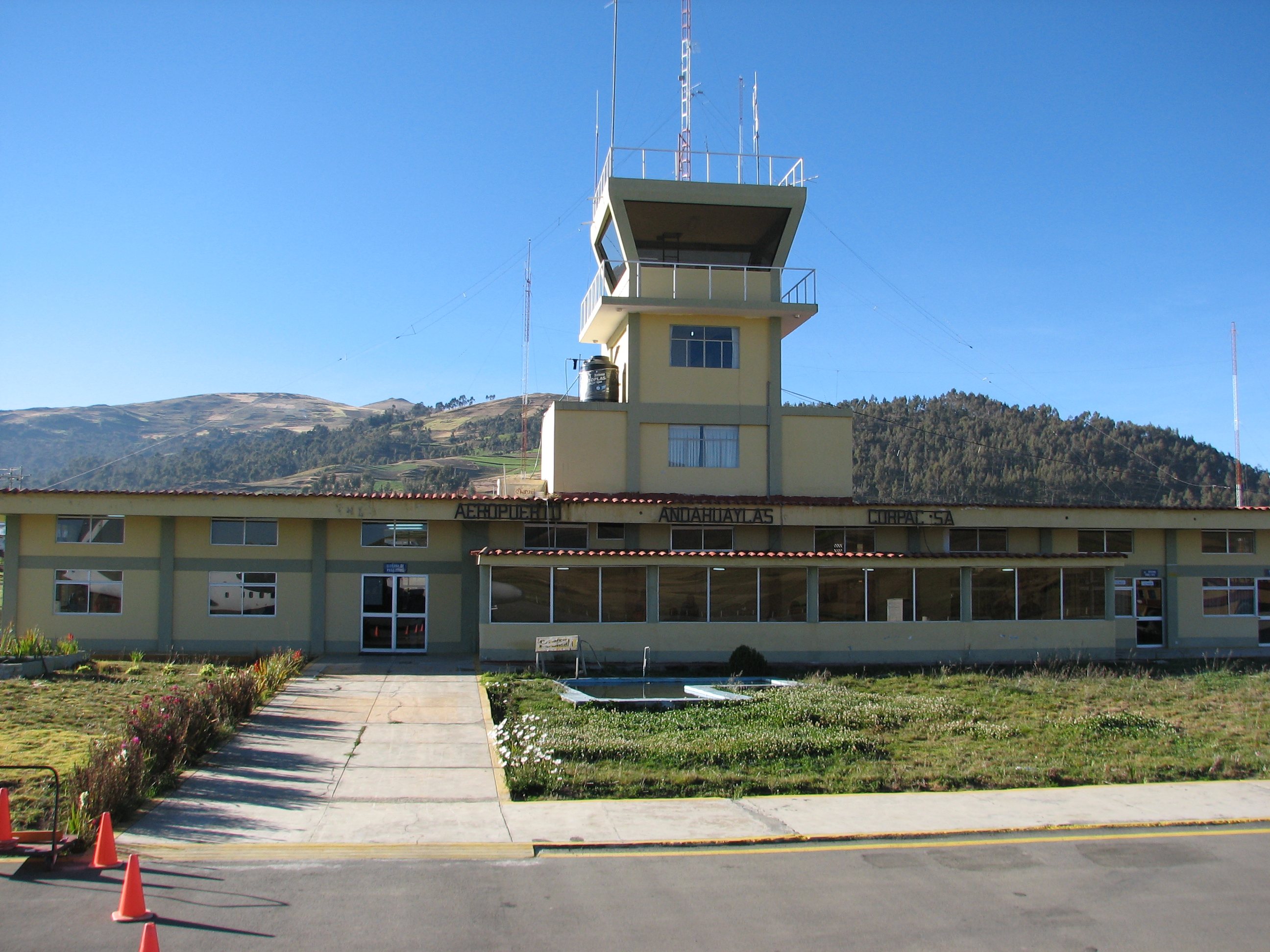
Aeropuerto de Andahuaylas

Por vía aérea está conectado través del Aeropuerto de Andahuaylas ubicada en una meseta natural en la zona de Huancabamba. Asimismo es el principal terminal aéreo del departamento de Apurímac. Actualmente, una aerolínea brinda el servicio de vuelos regulares con destino a Lima.
Aeropuerto: Aeropuerto de Andahuaylas.
- Ruta 1: Lima - Andahuaylas y viceversa.
- Ruta 2: Lima - Cusco - Abancay.

## Medios de comunicación
Los principales medios de comunicación en prensa escrita de circulación regional en Apurímac son: 
- Diario El Chaski
- Diario Pregón
- Diario Expresión y
- Mensuario Apurímac.

En lo referente a radios están: 
- Corporación Radio TV Apurimeña SAC
- Radio Estación Solar y De Corporación Solar y
- varios radios locales.

En televisión está presente: 
- Chanka Visión,
- Surandina de Radio y Televisión
- Corporación Periodística Solar y
- TV Contacto.[30]

## Cultura

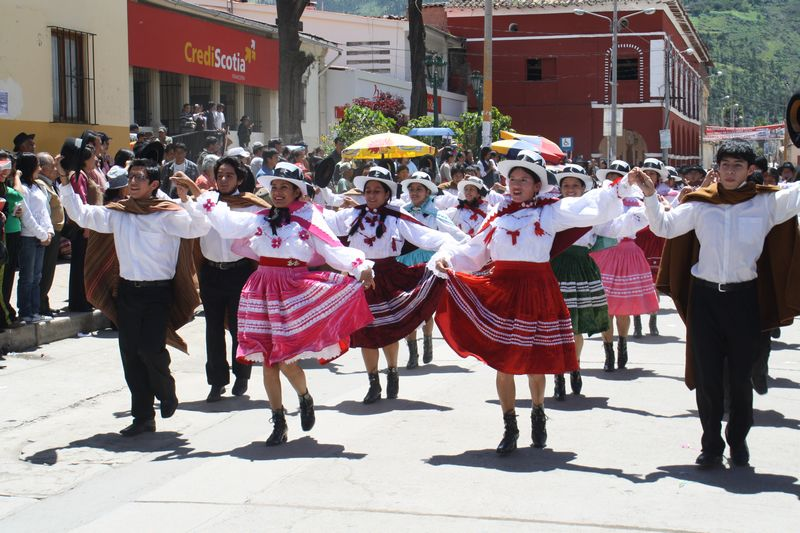
Carnaval

### Himno a Apurímac
El himno tiene música y letra de Monseñor Salvador Herrera Pinto

## Clasificaciones regionales de Apurímac
| Autor                         | Índice                      | Posición | Regiones Incluidas | Año   |
| ----------------------------- | --------------------------- | -------- | ------------------ | ----- |
| PNUD                          | Índice de Desarrollo Humano | 22.º     | 25                 | 2012. |
| Instituto Peruano de Economía | Competitividad              | 16.º     | 24                 | 2016. |
| Centrum Cátolica              | Progreso Social             | 15.º     | 26                 | 2016. |
| Centrum Cátolica              | Competitividad              | 21.º     | 26                 | 2016. |